# GNU Common Lisp
GNU Common Lisp (GCL) — реализация языка программирования Common Lisp проекта GNU. Представляет собой интерпретатор и компилятор. Способен компилировать сам себя. Для компиляции в машинный код, он сначала генерирует текст на языке Си, а затем вызывает Си-компилятор.
Несмотря на то, что эта реализация не полностью соответствует спецификации Common Lisp, GCL использован для реализации нескольких крупных проектов, включая такие математические программы, как Maxima, Axiom и ACL2.
Эта Лисп-система старается использовать как можно меньше памяти под свой образ, так что на современных компьютерах для повышения её производительности рекомендуется настройка схемы распределения памяти по умолчанию.

## История
В 1984 году Тайити Юаса (Taiichi Yuasa) и Масами Хагия (Masami Hagiya) написали первую реализацию Common Lisp — Kyoto Common Lisp.
В 1987 году Вильям Шелтер (William Schelter) написал Austin Kyoto Common Lisp, основанную на Kyoto Common Lisp.
В 1994 году реализация Austin Kyoto Common Lisp была выпущена как GNU Common Lisp на условиях лицензии GPL. На этот момент GCL был подпроектом системы компьютерной алгебры Maxima и использовался главным образом для её создания.
В 2001 году начались активные работы по дальнейшему развитию GCL как самостоятельного проекта.

## Портируемость
GCL работает на 11 различных архитектурах под Linux, а также под Microsoft Windows, Solaris и FreeBSD.

## Применение
GCL использовался при разработке нескольких систем компьютерной алгебры, в том числе Maxima, Axiom и ACL2.